# 周偉
周偉（しゅう い、ジョウ・ウェイ、1976年3月6日）は、中国の男子陸上競技選手。専門は短距離走。
1998年に福岡市で開催されたアジア陸上競技選手権大会に出場し、100m走で優勝した。同年の6月6日には北京市内にて100mで10秒17の国内記録(当時)を樹立した。
2000年にドーピングが発覚し、2年間の出場停止処分を受けている。